# Campeonato de España Universitario de Rugby Masculino
El Campeonato de España Universitario de Rugby Masculino es una competición de rugby masculino organizada por el Consejo Superior de Deportes (CSD) y el Comité Español de Deporte Universitario (CEDU). Es la máxima competición de rugby masculino universitario en España. 
Se disputa en la modalidad de rugby 7. 
En la edición de 2012, cuya fase final organizó la Universidad Ramon Llull, la Universidad Complutense de Madrid venció por 43 a 14 a la Universidad de Barcelona en la final.

## Formato
- Las cinco comunidades autónomas de España con mayor número de universidades clasifican directamente para la fase final a sus equipos campeones. Las universidades clasificadas en primer lugar de las doce comunidades autónomas restantes y los segundos clasificados de las cuatro comunidades autónomas con más participación en cada deporte de los Campeonatos de España Universitarios, disputarán una fase interzonal. A criterio de la Comisión Permanente del CEDU, se establecen dos grupos de ocho universidades cada uno de los que salen las dos plazas que junto con el organizador y las cinco clasificadas directamente disputan la fase final del Campeonato de España Universitario de Rugby Masculino.
- Si la Universidad organizadora forma parte de una comunidad autónoma que tiene más de una universidad, independientemente de su clasificación dentro de esa comunidad, no ocuparía lugar al pasar directamente a la fase final.

### Palmarés
Resultados de las últimas ediciones:
| Año  | Campeón                           | Marcador | Finalista                           | Sede fase final                  |
| ---- | --------------------------------- | -------- | ----------------------------------- | -------------------------------- |
| 2019 |                                   |          |                                     | Universidad Católica de Valencia |
| 2018 | Universidad de Valencia           | 15-0     | Universidad Politécnica de Valencia | Universidad de Sevilla           |
| 2017 | Universidad San Jorge             | 21-5     | Universidad de Granada              | Universidad de Murcia            |
| 2016 |                                   |          |                                     |                                  |
| 2015 |                                   |          |                                     |                                  |
| 2014 |                                   |          |                                     |                                  |
| 2013 |                                   |          |                                     |                                  |
| 2012 | Universidad Complutense de Madrid | 43-14    | Universidad de Barcelona            | Universidad Ramon Llull          |
| 2011 | Universidad Complutense de Madrid | 14-12    | Universidad del País Vasco          | Universidad de Granada           |
| 2010 | Universidad Politécnica de Madrid | 30-17    | Universidad de Málaga               | Universidad del País Vasco       |
| 2009 | Universidad de Barcelona          |          | Universidad Politécnica de Madrid   | Universidad de Cantabria         |